# Vaite
Vaite település Franciaországban, Haute-Saône megyében. Lakosainak száma 229 fő (2022. január 1.). Vaite Brotte-lès-Ray, Autet, Dampierre-sur-Salon, Membrey, Roche-et-Raucourt és Savoyeux községekkel határos.

## Népesség
A település népessége az elmúlt években az alábbi módon változott:
| Lakosok száma | 216  | 212  | 219  | 218  | 221  | 226  | 229  | 235  | 229  |
|               | 2013 | 2015 | 2016 | 2017 | 2018 | 2019 | 2020 | 2021 | 2022 |